# Сміленська сотня
Сміленська сотня (вона ж і Смілянська) — адміністративно-територіальна і військова одиниця Миргородського (1653—1658) та Лубенського полку (1658—1781) Гетьманщини. Створена 1653 року. Центр — місто Сміле (тепер село Роменського району Сумської області).

## Історія
Сотню створено наприкінці 1653 на півночі Миргородського полку. До новоствореної сотні увійшли частини територій Роменської та Костянтинівської сотень Миргородського полку. Від 1658 — у складі Лубенського полку, перебувала у ньому до 1782.
Після ліквідації територія сотні увійшла до Роменського повіту Чернігівського намісництва.

## Населені пункти
- Беседівка, село;
- Будки, село;
- Гринівка, село;
- Протасівка, село;
- Слобідка, село;
- Сміле, місто;
- Томашівка, село;

Хутори: біля с. Гринівки, м. Смілого, с Томашівки.
За ревізією 1765—1769 pp. до сотні належали також села: Будки, Протасівка, Чернеча Слобода, а також 18 хуторів.

## Сотенний устрій

### Сотники
- Донець Андрій Дем'янович (? — 1б59 — 1660 — ?)
- Берченко Іван (? — 1680 — ?)
- Берченко Іван (1684—1687, нак.; 1687 — ?)
- Громика Василь Михайлович (1687—1688), (? — 1693—1695 — ?)
- Близнюк Григорій (? — 1696 — ?)
- Грибовод Роман, Вовкодавенко Іван (? — 1709 — ?)
- Велодоцький Костянтин Васильович (? — 1714—1718 — ?)
- Яснопольський Хома Яремович, Кулябко Костянтин (? — 1722 — ?)
- Громика Кирило Васильович (? — 1723)
- Велодоцький Костянтин Васильович (? — 1725 — 1736)
- Савицький Григорій (1736 — 1738)
- Губар Павло (? — 1740 — ?)
- Довгий Григорій (1743—1751)
- Громика Григорій Іванович (1752—1765)
- Таран Яків (1765—1782)

### Писарі
- Тищенко Яків (? — 1715 — ?)
- Стефанович Яків (? — 1724 — ?)
- Прокопенко Іван (? — 1727 — ?)
- Богдановський Павло (? — 1738—1742 — ?)
- Дешка Олексій (? — 1743 — ?)
- Хмелевський Гнат (? — 1745 — ?)
- Сербин Олексій (? — 1757—1762 — ?)
- Сербин Іван (1762)
- Берченко-Овсієнко Влас Герасимович (1768 — ?)

### Осавули
- Чайка Микита (? — 1743 — ?)
- Яроцький Андрій (? — 1747 — ?)
- Омеляненко Кузьма (1761—1780 — ?)
- Бакай Яків (? — 1768 — ?)

### Хорунжі
- Мазниця Самійло (? — 1743 — ?)
- Мошка Влас (? — 1747 — ?)
- Мошка Борис (? — 1755 — ?)
- Крохмаль Федір (1765, за хорунжого)
- Яроцький Андрій (ран. 1768)
- Берченко-Овсієнко Влас Герасимович (? — 1768)
- Івницький Данило Гаврилович (1768 — 1781 — ?)

### Городові отамани
- Зеленський Петро (? — 1661 — ?)
- Берченко Іван (1685—1687)
- Близнюк Григорій (? — 1688 — 1689 — ?)
- Єскевич Григорій (? — 1700 — ?)
- Романчук Леонтій (? — 1714 — 1715 — ?)
- Яснопольський Хома Яремович (? — 1723 — ?)
- Романчук Леонтій (? — 1724 — ?)
- Бабич Василь (? — 1725 — ?)
- Громика Іван (? — 1740 — 1741 — ?)
- Громика Григорій Іванович (? — 1746 — 1752)
- Лук'янович Стефан (1755 — ?)
- Горошковський Семен (? — 1757 — 1773)
- Горошковський Павло Семенович (1773 — 1780 — ?)